# Rene Rinnekangas
Rene Rinnekangas (* 25. September 1999 in Iisalmi) ist ein finnischer Snowboarder. Er startet in den Disziplinen Halfpipe, Slopestyle und Big Air.

## Werdegang
Rinnekangas nimmt seit 2012 an Wettbewerben der TTR World Snowboard Tour und der FIS teil. Bei den Juniorenweltmeisterschaften 2013 in Erzurum errang er den 38. Platz in der Halfpipe und den 20. Rang im Slopestyle und bei den Juniorenweltmeisterschaften 2014 in Chiesa in Valmalenco den neunten Platz in der Halfpipe und den fünften Platz im Slopestyle. Im März 2015 kam er bei den Juniorenweltmeisterschaften in Yabuli auf den 17. Platz im Slopestyle und auf den 12. Rang in der Halfpipe. Sein Debüt im Weltcup hatte er im Januar 2016 in Mammoth, das er auf dem 25. Platz im Slopestyle beendete. Bei den Olympischen Jugend-Winterspielen 2016 in Lillehammer holte er die Bronzemedaille im Slopestyle. Zudem wurde er dort Achter in der Halfpipe. Im folgenden Jahr belegte er bei den Snowboard-Weltmeisterschaften 2017 in Sierra Nevada den 54. Platz im Big Air und den 14. Rang im Slopestyle. In der Saison 2017/18 kam er bei fünf Weltcupteilnahmen, viermal unter den ersten Zehn und erreichte damit den 13. Platz im Freestyle-Weltcup und den neunten Rang im Slopestyle-Weltcup. Beim Saisonhöhepunkt, den Olympischen Winterspielen 2018 in Pyeongchang, sprang er auf den 28. Platz im Slopestyle und auf den 22. Rang im Big Air. Im März 2018 wurde er bei den X-Games Norway in Fornebu Zehnter im Big Air. Bei den Winter-X-Games 2019 in Aspen gewann er die Silbermedaille im Slopestyle. Zudem errang er dort den fünften Platz im Big Air. Bei den folgenden Weltmeisterschaften in Park City errang er den neunten Platz im Slopestyle. Im April 2019 wurde er finnischer Meister im Slopestyle. Im folgenden Jahr wurde er bei den Winter-X-Games Achter im Slopestyle und Vierter im Big Air und bei den X-Games Norway in Hafjell Siebter im Big Air und Sechster im Slopestyle. In der Saison 2020/21 holte er bei den Winter-X-Games 2021 und bei den Snowboard-Weltmeisterschaften 2021 jeweils die Bronzemedaille im Slopestyle.
Nach Platz zwei im Big Air beim Weltcup in Chur zu Beginn der Saison 2021/22, gewann Rinnekangas bei den Winter-X-Games 2022 die Bronzemedaille im Big Air und errang bei den Olympischen Winterspielen 2022 in Peking im Big Air sowie im Slopestyle jeweils den 13. Platz. Die Saison beendete er auf dem dritten Platz im Big Air-Weltcup.